# Зоран Аранђеловић
Зоран Аранђеловић (10. октобар 1948) српски је политичар и универзитетски професор. Он је бивши председник Народне скупштине Републике Србије и посланик савезног парламента из СПС. По одласку са места председника Скупштине 1994. постаје генерални директор ДИН-а где је обављао дужност до 2000. Докторирао је економију и професор је Националне економије и Економске политике на Економском факултету у Нишу.